# Бессолово (Кировская область)
Бессолово — упразднённая деревня в Арбажском районе Кировской области России.

## География
Деревня находится в юго-западной части Кировской области, в зоне хвойно-широколиственных лесов, к западу от реки Шарянки, на расстоянии приблизительно 21 километра (по прямой) к северо-востоку от посёлка городского типа Арбаж, административного центра района. Абсолютная высота — 114 метров над уровнем моря.

### Климат
Климат характеризуется как умеренно континентальный, с умеренно холодной снежной зимой и тёплым летом. Среднегодовая температура — 2 °C. Абсолютный минимум температуры воздуха самого холодного месяца (января) составляет −47 °C; абсолютный максимум самого тёплого месяца (июля) — 40 °C. Годовое количество атмосферных осадков — 527 мм, из которых 354 мм выпадает в период с апреля по октябрь.

## История
В «Списке населенных мест Вятской губернии по сведениям 1859—1873 годов» населённый пункт упомянут как казённая деревня За речкой Шарянкой (Безсоловы) Котельничского уезда, расположенная при колодцах, в 70 верстах от уездного города. В деревне насчитывалось 25 дворов и проживало 217 человек (96 мужчин и 121 женщина).
В 1905 году в деревне, относившейся к Васильковской волости, имелось 33 двора и проживало 238 человек (107 мужчин и 131 женщина). Население относилось к приходу Казанско-Богородицкого храма села Шараницы.
По данным переписи 1926 года имелось 53 хозяйства и проживало 240 человек (101 мужчина и 139 женщин). В административном отношении входила в состав Шараницинского сельсовета Сорвижской волости Котельнического уезда.
По состоянию на 1 января 1950 года населённый пункт являлся частью Шараницкого сельсовета Арбажского района. Числилось 36 хозяйств и проживало 109 человек. Упразднена 28 января 1987 года.